# ヴァレリー・ラグランジュ
ヴァレリー・ラグランジュ（Valérie Lagrange、1942年2月25日 - ）は、フランスのシンガーソングライター、女優、作家である。

## 人物・来歴
1942年2月25日、フランス・パリに生まれる。
1959年10月29日、17歳のときに公開されたクロード・オータン＝ララ監督のコメディ映画『青い女馬』で映画界にデビューした。歌手としても活躍、1966年、アルバム『Moitié ange, moitié bête』でレコードデビューしている。
2004年、第19回ヴィクトワール・ド・ラ・ミュジークにノミネートされた。

## おもなフィルモグラフィ
- 『青い女馬』、監督クロード・オータン＝ララ、1959年
- 『フランス女性と恋愛』（オムニバス、第3篇『処女』）、監督ミシェル・ボワロン、1960年
- 『海賊の王者』、監督アンドレ・ド・トス、1961年
- 『剣豪パルダヤンの逆襲』、監督ベルナール・ボルドリー、1963年
- 『輪舞』、監督ロジェ・ヴァディム、1964年
- 『ピストン野郎』、監督フィリップ・ド・ブロカ、1964年
- 『カトマンズの男』、監督フィリップ・ド・ブロカ、1965年
- 『男と女』、監督クロード・ルルーシュ、1966年
- 『消される男』、監督フィリップ・コンドロワイエール、1967年
- 『ウイークエンド』、監督ジャン＝リュック・ゴダール、1967年 - FLSO指導者の女ヴァレリー役
- 『アイドルたち』、監督マルク'O、1968年
- 『恋びと』、監督ナディーヌ・トランティニャン、1968年
- 『華麗なる堕落の世界/続・サテリコン』、監督ジャン・ルイジ・ポリドロ、1969年
- 『ラ・ヴァレ』、監督バルベ・シュロデール、1972年
- 『私の夜はあなたの昼より美しい』、監督アンジェイ・ズラウスキー、1989年

## 関連事項
- マルク'O （fr:Marc'O）
- ヴィクトワール・ド・ラ・ミュジーク （fr:Victoires de la musique、en:Victoires de la Musique）

## 註
1. 1 2  fr:Valérie Lagrange（15 juin 2009 à 20:11）の記述を参照。